# Louis Jean-Jacques Durameau
Louis-Jean-Jacques Durameau, dit Louis Durameau, né à Paris le 5 octobre 1733, et mort à Versailles le 3 septembre 1796, est un peintre français.

## Biographie

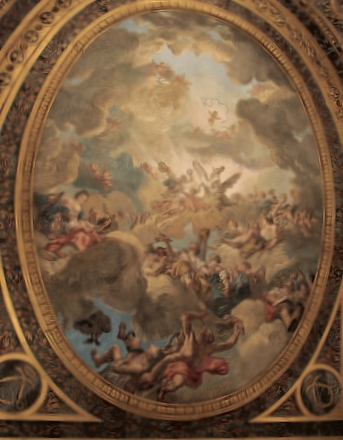
Apollon couronnant les arts (1768-1769), plafond de l'opéra royal du château de Versailles.

Fils de Jacques Durameau, maître-imprimeur en taille douce, et de Marie Rocou (ou Rocan), Louis Durameau est destiné par son père au métier de graveur. Il apprend à dessiner d'après le modèle vivant chez le sculpteur Jean-Baptiste Defernex. Par la suite, il entre dans l'atelier du peintre Jean-Baptiste Marie Pierre. En 1757, il remporte le grand prix de Rome avec le sujet Élie ressuscite le fils de la Sunamite.
Parallèlement au chantier de l'opéra royal du château de Versailles, où il réalise la peinture plafonnante de l'Apollon couronnant les arts (1768-1769), il œuvre au plafond de la chambre de la marquise de Voyer à l'hôtel d'Argenson, dit aussi chancellerie d'Orléans, pièce qui donnait sur le Palais-Royal. Il y peint Le Lever de l'Aurore.
Il est nommé professeur à l'École des beaux-arts de Paris le 3 mars 1781, confirmé le 28 décembre 1794 en remplacement de Christophe-Gabriel Allegrain.
Louis Durameau meurt au château de Versailles d'une congestion pulmonaire, à la suite d'un voyage à pied depuis Paris, le 3 septembre 1796.

## Œuvres

### Collections publiques
- Musée des beaux-arts de Brest : La mort de Patrole, huile sur toile, 52,8 x 72,5 cm[3]
- Musée des Beaux-Arts d'Orléans: Tête d’homme enturbanné, vers 1775, pinceau, plume et encre brune, lavis brun, sur papier vergé, 16 x 11 cm[4].

### Interprétations en gravure
- Charles-François-Adrien Macret a gravé une planche d'après Louis Jean-Jacques Durameau pour l'ouvrage Bronzes et statues d'Herculanum conservées au Museum de Portici[5].